# Extreme (videogioco)
Extreme è un videogioco sparatutto fantascientifico pubblicato nel 1991 per Amstrad CPC, Commodore 64 e ZX Spectrum dall'azienda britannica Digital Integration. Consiste in tre livelli in cui il protagonista assume tre differenti forme e capacità, anche sostituendo le sue gambe con innesti bionici.

## Trama
Nel 3021 gli alieni che hanno trovato la sonda Pioneer 10, contenente indicazioni per raggiungere la Terra, hanno inviato un'astronave con a bordo la sonda per contattare pacificamente gli umani. L'astronave però è stata abbordata da pirati che l'hanno disabilitata e ne hanno innescato l'autodistruzione. Il protagonista è il primo umano salito sull'astronave dopo che si è schiantata sulla Terra; con l'aiuto di armi e attrezzature lasciate dagli alieni fuggiti, deve disinnescare l'esplosione imminente prima che devasti anche il pianeta.
Negli intermezzi del gioco l'uomo parla con un enorme volto che, tramite testo scorrevole, si presenta come "messaggio dalla Pioneer 10", gli spiega la situazione e gli assegna le attrezzature, con le quali avventurarsi nell'astronave, combattere le creature ostili che la infestano e svolgere tre missioni. Prima gli dà una tuta Exo-trak con la quale trovare uno speciale cristallo, liberarlo e poi guidarlo fino alla rienergizzazione della sonda. Poi una tuta Hydro-naut per attraversare l'enorme serbatoio del carburante infestato da pesci alieni. Infine un mezzo bipede innestato direttamente nel corpo, lo stesso che appare in copertina e nelle schermate introduttive, con il quale raggiungere e distruggere il computer dell'autodistruzione.

## Modalità di gioco
Il gioco è costituito da tre livelli, corrispondenti a tre zone dell'astronave, tutte bidimensionali con vista laterale a scorrimento, alla guida di un mezzo differente in ciascuna. Il tutto va affrontato entro un tempo limite e con una sola vita.
Nel primo livello il protagonista ha una tuta con cingoli al posto delle gambe e jet pack. L'ambiente è a piattaforme con scorrimento multidirezionale e alcune semplici zone a labirinto. Il protagonista può volare, ma cade automaticamente quando non viene spinto in alto.
Questo livello fu spesso considerato simile a Dan Dare III, gioco precedente degli stessi autori.
L'arma primaria è un lanciafiamme con munizioni limitate. Altri armamenti, tutti con cariche limitate, sono disponibili o si possono ottenere raccogliendo power-up, e si possono selezionare al posto del lanciafiamme e quindi sparare o attivare: supervelocità temporanea, scudo protettivo temporaneo, smart bomb che ripulisce lo schermo, arma a "yo-yo", arma al plasma.
I nemici sono creature piccole e numerose, che si muovono di solito in modo casuale, e sottraggono l'energia vitale se toccate. Il punto di partenza del livello è anche un punto di ricarica delle munizioni e dell'energia vitale.
In questo livello ci sono un po' di rompicapo da risolvere per poter procedere, ma poco chiari, ad esempio punti da colpire per attivare meccanismi. Un certo ostacolo richiede molta agilità: è una zona piena di lava con un solo buco vuoto che si sposta e bisogna cercare di rimanerci dentro per non bruciarsi. Quando si riesce a liberare il "cristallo", questo deve compiere un lungo percorso automatico lungo lo scenario per completare il livello, ma avanza solo quando il giocatore è nelle vicinanze e appare una sorta di fune che lo collega al cristallo.
Il secondo livello, più semplice, consiste nell'attraversare un percorso subacqueo da sinistra a destra, con scorrimento multidirezionale e senza ostacoli, infine prendere un oggetto e tornare indietro. Il protagonista qui cavalca un piccolo mezzo che si controlla come quello del livello precedente, ma senza alcun armamento. Il percorso è infestato da branchi di pesci nemici e qua e là sono disseminate mine sospese nel liquido. Le mine sono a favore del giocatore: quando le tocca esplodono distruggendo tutti i pesci nelle vicinanze.
Infine il terzo livello è un percorso lineare e senza ostacoli da sinistra a destra, con scorrimento solo orizzontale. Il protagonista ha un aspetto notevole, con le gambe sostituite da enormi zampe meccaniche, e occupa praticamente tutta l'altezza della visuale. Può solo camminare avanti e indietro e gli vengono contro altri piccoli nemici, che sottraggono energia solo se toccano il corpo escluse le zampe. Può sparare scariche di plasma a largo raggio con munizioni limitate, che deve farsi bastare per distruggere alla fine anche un grande carro armato boss e il computer di bordo.
L'interfaccia attorno alla visuale è la stessa in tutti i livelli e comprende in alto la barra dell'energia vitale, in basso il punteggio, il tempo rimanente e una finestrella che mostra l'arma selezionata e le sue munizioni (nel 2° livello mostra sempre "vuoto" e nel 3° sempre la stessa arma).

## Accoglienza
Extreme fu molto apprezzato dalla critica europea nella sua prima versione per ZX Spectrum, sia per la buona realizzazione tecnica sia per la giocabilità, con diversi voti complessivi superiori a 80%. La rivista Your Sinclair lo trovò tecnicamente straordinario per lo Spectrum, ma troppo breve per il giocatore, comunque gli assegnò un 80%.
Fu piuttosto apprezzata anche la conversione per Amstrad CPC, in particolare anche qui Amstrad Action fece notare l'ottima realizzazione tecnica.
La conversione per Commodore 64 invece ricevette prevalentemente giudizi molto negativi, tra cui una nomina a "flop del mese" da Aktueller Software Markt, ma anche alcuni giudizi contrastanti, in particolare un insolito 80% di Your Commodore.
Secondo Zzap! (41%) nell'aspetto si notava troppo che era una conversione dallo Spectrum, non valorizzata a dovere sul C64; inoltre lo scorrimento non è fluido e i nemici sono caotici. Zzap!64 (37%) notava la stessa cosa riguardo alla conversione da Spectrum, anche se non considerandola grave, ma criticava soprattutto i livelli troppo corti e semplici, problema principale anche secondo Commodore Format (36%).
Alcuni considerarono discreta solo la musica nell'introduzione.